# Международный аэропорт имени Артуро Мерино Бенитеса
Международный аэропорт имени Артуро Мерино Бенитеса (исп. Aeropuerto Internacional Arturo Merino Benítez), (ИАТА: SCL, ИКАО: SCEL), также известный как Международный аэропорт Сантьяго и Аэропорт Пудауэль, — аэропорт совместного базирования, расположенный на территории коммуны Пудауэль в 15 километрах к северо-западу от центральной части чилийской столицы Сантьяго. Крупнейшая воздушная гавань Чили как по объёму пассажирского потока на внутренних и международных направлениях, так и по количеству взлётов и посадок воздушных судов.
Порт обслуживает прямые рейсы более чем по сорока направлениям в страны Европы, Северной и Южной Америк, а также является основным транзитным пунктом авиасообщения между Латинской Америкой и Океанией. В 2011 году по объёму годового пассажиропотока аэропорт занял девятую строчку в Латинской и шестую в Южной Америке, а также показал шестой результат среди всех аэропортов Латинской Америки по количеству обслуженных за год взлётов и посадок воздушных судов (124 799 операций).
Расположение международного аэропорта Сантьяго в центральной части страны создаёт все предпосылки для функционирования практически идеального хаба и центра технического обслуживания самолётов для большинства чилийских авиакомпаний таких, как LAN Airlines, Sky Airline и PAL Airlines. На долю национального авиаперевозчика LAN Airlines, при этом, приходится около 82 % всего коммерческого оборота аэропорта.
Международный аэропорт имени коммодора Артуро Мерино Бенитеса является государственной собственностью и с июля 1998 года находится под управлением консорциума «SCL Terminal Aéreo Santiago S.A. Sociedad Concesionaria», образованного компаниями «Agunsa» (Чили), Grupo ACS (Испания) и Vancouver Airport Services (Канада). Управление воздушным движением осуществляется специалистами Главного директората гражданской авиации Чили.
По классификации ИКАО аэропорт имеет категорию 4F.
На территории аэропорта находится штаб-квартира 2-й воздушной бригады Военно-воздушных сил Чили и база её 10-й авиационной группы.

## История

### Начало деятельности
В конце 1950-х годов с началом эры реактивных авиаперевозок и в условиях быстроразвивающейся столичной территории возникла острая необходимость в строительстве современного аэропорта близ Сантьяго для переноса туда большинства внутренних и международных рейсов из небольшого аэропорта Лос-Сериллос, расположенного в промышленной зоне на юго-западной окраине метрополиса.
В 1961 году в северо-восточной части Сантьяго начались строительные работы по возведению здания пассажирского терминала, восточной взлётно-посадочной полосы (17L/35R), контрольно-диспетчерской вышки, восточного перрона и объектов для хранения и обработки грузов. Официальная сдача аэропорта в эксплуатацию состоялась 2 февраля 1967 года.
19 марта 1980 года аэропорт получил своё официальное название в честь коммодора Военно-воздушных сил Чили Артуро Мерино Бенитеса — одного из основателей чилийских ВВС и национальной авиакомпании страны LAN Airlines.

### Современный терминал
Новое здание международного пассажирского терминала площадью в 90 тысяч квадратных метров, построенного между двумя параллельными взлётно-посадочными полосами, было введено в эксплуатацию в 1994 году. Вместе с терминалом были сданы новая контрольно-диспетчерская вышка, система телескопических трапов, отель, зона беспошлинной торговли и большая автомобильная парковка. Прежнее здание пассажирского терминала продолжало использоваться для обслуживания внутренних маршрутов вплоть до 2001 году, после чего все рейсы были перенесены в современное здание. В течение следующих лет инфраструктура аэропорта претерпевала незначительные изменения, включая постепенное введение в действие дополнительных телетрапов.
Здание пассажирского терминала аэропорта располагается на четырёх этажах:
- Граунд (первый) этаж: зал прибытия, магазины беспошлинной торговли, зал выдачи багажа, зона пограничного и иммиграционного контроля, транспортные службы, автомобильная парковка, выход к отелю Holiday Inn.
- Первый этаж: административные офисы, зал повышенного комфорта (вход через второй этаж)
- Второй этаж: зал вылета, зона регистрации на рейсы, таможенная служба, магазины беспошлинной торговли, рестораны, выходы на посадку.
- Третий этаж: рестораны.

В здании пассажирского терминала расположены офисы следующих компаний:
- филиал банка Banco Santander
- Чилийский Клуб автомобилистов
- телекоммуникационные компания (Claro, Movistar и Entel PCS)
- аптеки
- туристические агентства
- фирмы-страхователи (Mapfre, AIG-Interamericana)
- полицейский пункт (Carabineros de Chile).

Во время чилийского землетрясения 2010 года здание пассажирского терминала аэропорта получило ряд повреждений, обрушился пешеходный мост между зоной остановки автомобилей и зоной отправления. Тем не менее, обе взлётно-посадочные полосы продолжали функционировать в штатном режиме, что позволило Военно-воздушным силам страны в кратчайшие сроки наладить доставку гуманитарной помощи в международный аэропорт Консепсьон, находившемуся в зоне бедствия из-за землетрясения и последовавшего за ним цунами. В связи с этим, международный аэропорт имени коммодора Артуро Мерино Бенитеса был полностью закрыт для коммерческих перевозок в период с 12:00 UTC 27 февраля до 3 марта 2010 года.
В июне 2011 года международный аэропорт Сантьяго получил ежегодную премию «Air Cargo Excellence Award», будучи признанным лучшим аэропортом Латинской Америки в части обслуживания грузовых операций.
В маршрутных сетях авиакомпаний Iberia и Air France международный аэропорт Сантьяго является самым дальним пунктом назначения для беспосадочных рейсов этих авиаперевозчиков (пункты отправления — Мадрид Барахас и Париж (Шарль-де-Голль) соответственно). Прямой маршрут Сидней-Сантьяго, обслуживаемый австралийской авиакомпанией Qantas, является самым протяжённым в мире коммерческим маршрутом над водной поверхностью.

### Вторая взлётно-посадочная полоса
В 2004 году началось возведения второй взлётно-посадочной полосы 17R/35L, которая была сдана в эксплуатацию в сентябре следующего года. Спустя несколько месяцев обнаружился ряд дефектов, допущенных при строительстве ВПП, поэтому полоса была закрыта на доработку с конца 2005 по январь март 2007 года.

### Дальнейшее развитие
В 2008 году, на два года раньше планируемого срока, международный аэропорт Сантьяго достиг своего максимального проектного показателя в 9,5 миллионов пассажиров в год. В связи с этим, а также после чилийского землетрясения 2010 года Министерство общественных работ Чили объявило о сборе предложений от коммерческих компаний на выполнению работ по расширению аэропорта и дальнейшему управлению аэропортовым комплексом после истечения в 2012 году контракта с действующим эксплуатантом.
Спустя некоторое время Министерство решило отказаться от предложенного текущим оператором аэропорта плана по расширению одного здания пассажирского терминала в пользу нового генерального плана реконструкции инфраструктуры аэропорта. В 2011 году на технико-экономическое обоснование в бюджете правительства было заложено 4560 миллионов чилийских песо (9,5 миллиона долларов США). Для разработки генерального плана правительство заключило контракт с французской корпорацией «Aéroports de Paris Ingeniérie» (ADP-I), занимающейся проектированием, инжинирингом и техническим обслуживанием аэропортов Франции..
Условия генплана предусматривает увеличение пропускной способности международного аэропорта Сантьяго до 14 млн пассажиров к 2014 году, 34 млн пассажиров к 2034 году и 50 млн пассажиров к 2045 году. Проект включает также строительство нового здания пассажирского терминала для обслуживания внутренних и международных перевозок, торговых зон и подведение к аэровокзалу линии узкоколейной железной дороги, которая соединит аэропорт с сетью метрополитена Сантьяго.
В июне 2013 года Министерство общественных работ санкционировало начала первой фазы реализации генерального плана, после завершения которой в конце 2014 года пропускная способность международного аэропорта Сантьяго увеличится до 16 миллионов пассажиров в год. Данный этап включает в себя строительство новых дополнительных зон вылета и прибытия внутренних и международных рейсов, расширение территории пограничного таможенного контроля и введение в эксплуатацию современной системы выдачи багажа.

## Сервис

### Гостиницы
- Пятиэтажный отель Holiday Inn открылся в июле 2007 года. Здание гостиницы соединено крытым переходом с обоими терминалами внутренних и международных сообщений, имеет собственную автомобильную парковку. В отеле 112 номеров, несколько ресторанов, баров, конференц-зал вместимостью в 170 мест, тренажёрный зал, бассейн, массажный салон. Предлагается бесплатный доступ в интернет посредством технологии Wi-Fi.
- Отель «Diego de Almagro» расположен в двух километрах от аэровокзала.
- В 2,8 километрах от аэропорта, на территории крупнейшего бизнес-комплекса Сантьяго находится новый отель Hilton Garden Inn, услугу бесплатного трансфера до которого из аэропорта предоставляет компания «Trans VIP».

### Торговля
Международный аэропорт имени коммодора Артуро Мерино Бенитеса имеет четыре торговых зоны беспошлинной торговли, одна из которых находится в зале отправления сразу после таможенного контроля, вторая — перед залом выдачи багажа.

### Рестораны
На территории аэропорта работают более двадцати ресторанов, кафе и баров, которые расположены в общедоступных местах (зона регистрации пассажиров) и в зонах ожидания отправления обоих терминалов. Представлены известные международные франшизы такие, как Starbucks Coffee (два терминала), Ruby Tuesday (международный терминал), Boost & Juice, Caffriccio и Dunkin' Donuts.

### Залы повышенной комфортности
В международном терминале находятся:
- Neruda Lounge авиакомпании LAN Airlines. Расположен за гейтом № 20, время работы с 11:00 до 13:00 ежедневно. Обслуживает пассажиров бизнес-класса авиакомпании LAN Airlines, а также владельцев статусов «LANPASS Premium Silver» и «Comodoro» и статусов «Sapphire» и «Emerald» бонусной программы глобального авиационного альянса Oneworld.
- Mistral Lounge авиакомпании LAN Airlines. Расположен между гейтами № 17B и № 18A, время работы с 05:30 до 23:00 ежедневно. Обслуживает пассажиров бизнес-класса авиакомпании LAN Airlines, а также владельцев статусов «LANPASS Premium Silver» и «Comodoro» и статусов «Sapphire» и «Emerald» бонусной программы глобального авиационного альянса Oneworld.
- Admirals Club авиакомпании American Airlines. Расположен за гейтом № 19, время работы с 05:30 до 20:00 ежедневно в период с апреля по сентябрь и с 06:30 до 22:30 в период с октября по март. Обслуживает членов программы «Admirals Club», владельцев статусов «AAdvantage Platinum» и «AAdvantage Executive Platinum», пассажиров с билетами премиум-класса авиакомпании American Airlines, билетами первого и бизнес-классов авиакомпаний-членов альянса Oneworld, владельцев статусов статусов «Sapphire» и «Emerald» бонусной программы этого же альянса.
- Sky Club авиакомпании Delta Air Lines. Расположен за гейтом № 17, время работы с 14:00 до 23:00 по понедельникам, средам, пятницам и с 14:00 до 21:00 по вторникам, четвергам, субботам и воскресеньям. Обслуживает членов программы «Delta Sky Club Members», пассажиров авиакомпании Delta Air Lines с билетами первого и бизнес-классов, а также пассажиров авиакомпаний-членов глобального авиационного альянса SkyTeam с билетами класса «Премиум» и владельцев статуса «Elite Plus» этого же альянса.
- Avianca (открывается в середине 2014 года)[11]
- Pacific Club. Обслуживает пассажиров — членов клуба Priority Pass[12].

## Военно-воздушные силы
На территории аэропорта находится штаб-квартира 2-й воздушной бригады Военно-воздушных сил Чили и база её 10-й авиационной группы, которая включает стратегический транспорт, воздушно-десантную эскадрилью раннего реагирования, бригады медицинской помощи в чрезвычайных ситуациях и подразделение, обеспечивающее авиационные перевозки Президента Чили. Основными самолётами в эксплуатации являются C-130 Hercules, Boeing 767-300, Boeing 737 Classic, Gulfstream IV, CASA C-212 Aviocar, F-16 Fighting Falcon и AEW&C Condor.

## Авиакомпании и пункты назначения

### Основные направления
| Место | Аэропорт                              | Пассажиров | Авиакомпании                                                                |
| 1     | Буэнос-Айрес (Эсейса) (Аргентина)     | 1 176 700  | Aerolíneas Argentinas, Air Canada, LAN Argentina, LAN Airlines, Sky Airline |
| 2     | Сан-Паулу (Гуарульос) (Бразилия)      | 869 356    | LAN Airlines, TAM Airlines                                                  |
| 3     | Лима                                  | 829 281    | Lacsa, LAN Airlines, LAN Perú, Sky Airline, TACA Perú                       |
| 4     | Майами (США)                          | 391 463    | American Airlines, LAN Airlines                                             |
| 5     | Панама (Токумен) (Панама)             | 390 860    | COPA Airlines                                                               |
| 6     | Мадрид (Барахас) (Испания)            | 355 882    | Iberia Airlines, LAN Airlines                                               |
| 7     | Мендоса (Аргентина)                   | 311 143    | Aerolineas Argentinas, LAN Airlines                                         |
| 8     | Богота (Эль-Дорадо) (Колумбия)        | 303 663    | Avianca, LAN Airlines                                                       |
| 9     | Рио-де-Жанейро (Галеан) (Бразилия)    | 240 403    | LAN Airlines, TAM Airlines                                                  |
| 10    | Париж (Шарля де Голля) (Франция)      | 221 334    | Air France                                                                  |
| 11    | Монтевидео (Уругвай)                  | 196 598    | LAN Airlines, BQB Líneas Aéreas                                             |
| 12    | Мехико (Мексика)                      | 181 616    | AeroMéxico, LAN Airlines                                                    |
| 13    | Кордова (Аргентина)                   | 179 220    | LAN Airlines                                                                |
| 14    | Сидней (Австралия)                    | 146 995    | Qantas Airways, LAN Airlines                                                |
| 15    | Атланта (Хартсфилд-Джексон) (США)     | 124 465    | Delta Air Lines                                                             |
| 16    | Нью-Йорк (Кеннеди) (США)              | 118 662    | LAN Airlines                                                                |
| 17    | Даллас/Форт-Уэрт (США)                | 117 901    | American Airlines                                                           |
| 18    | Гуаякиль (Эквадор)                    | 89,051     | LAN Ecuador, LAN Airlines                                                   |
| 19    | Окленд (Новая Зеландия)               | 79 224     | Lan Airlines                                                                |
| 20    | Торонто (Пирсон) (Канада)             | 72 854     | Air Canada                                                                  |
| 21    | Лос-Анджелес (США)                    | 67 704     | LAN Airlines                                                                |
| 22    | Ла-Пас (Боливия)                      | 55 115     | LAN Airlines, Sky Airline                                                   |
| 23    | Каракас (Симон Боливар) (Венесуэла)   | 52 191     | LAN Airlines                                                                |
| 24    | Канкун (Мексика)                      | 47 163     | LAN Airlines, PAL Airlines                                                  |
| 25    | Пунта-Кана (Доминиканская Республика) | 41 854     | LAN Airlines, PAL Airlines                                                  |

| Место | Аэропорт       | Пассажиров | Авиакомпании                                          |
| 1     | Антофагаста    | 1 449 024  | Lan Airlines, PAL Airlines, Sky Airline, Aerovías DAP |
| 2     | Калама         | 1 393 300  | Lan Airlines, PAL Airlines, Sky Airline               |
| 3     | Икике          | 907 903    | Lan Airlines, PAL Airlines, Sky Airline               |
| 4     | Консепсьон     | 837 645    | Lan Airlines, Sky Airline, Aerovías DAP               |
| 5     | Пуэрто-Монт    | 769 254    | Lan Airlines, Sky Airline                             |
| 6     | Копьяпо        | 571 518    | Lan Airlines, Sky Airline, Aerovías DAP               |
| 7     | Пунта-Аренас   | 499 544    | Lan Airlines, Sky Airline, Aerovías DAP               |
| 8     | Ла-Серена      | 480 933    | Lan Airlines, Sky Airline                             |
| 9     | Темуко         | 458 301    | Lan Airlines, Sky Airline, Aerovías DAP               |
| 10    | Арика          | 437 589    | Lan Airlines, Sky Airline                             |
| 11    | Бальмаседа     | 194 193    | Lan Airlines, Sky Airline                             |
| 12    | Остров Пасхи   | 152 593    | Lan Airlines                                          |
| 13    | Вальдивия      | 109 898    | Lan Airlines, Sky Airline                             |
| 14    | Осорно         | 88 594     | Lan Airlines                                          |
| 15    | Кастро         | 45 025     | Lan Airlines                                          |
| 16    | Эль-Сальвадор  | 8043       | Sky Airline, Aerovías DAP                             |
| 17    | Пуэрто-Наталес | 1105       | Sky Airline                                           |
| 18    | Пукон          | 961        | LAN Airlines                                          |

## Авиапроисшествия и инциденты
- 28 апреля 1969 года. Boeing 727 (регистрационный CC-CAQ) авиакомпании LAN Chile, выполнявший регулярный рейс 160 из Буэнос-Айреса (Буэнос-Айрес (Эсейса)) в Сантьяго, упал сразу после взлёта в 24 километрах к северу города Колина. Из 68 человек на борту никто не погиб, лайнер восстановлению не подлежал и был списан.
- 13 октября 1972 года. Fairchild Hiller FH-227 (регистрационный T-571) Военно-воздушных сил Уругвая, выполнявший чартерный рейс 571 Монтевидео-Сантьяго со сборной уругвайской командой по регби-футболу, в процессе снижения к аэропорту назначения столкнулся со скалой в Андах. Из 46 находившихся на борту человек выжило 16.

- 2 октября 1996 года. Boeing 757 (регистрационный N52AW) авиакомпании AeroPerú, выполнявший регулярный рейс 603 Майами-Лима-Сантьяго, упал в Тихий океан через 28 минут после взлёта из международного аэропорта имени Хорхе Чавеса (Лима). Погибли все 70 человек, находившиеся на борту самолёта. Причиной катастрофы послужили действия рабочего аэропорта, заклеившего датчики трубок Пито перед мойкой и забывшего снять наклейки после мойки.

- 2 сентября 2011 года. CASA C-212 Aviocar) чилийских военно-воздушных сил с 18 пассажирами и 3 членами экипажа, потерпел крушение в районе острова Робинзон-Крузо на взлёте из международного аэропорта имени Артуро Мерино Бенитеса. Погибли все. Самолёт участвовал в работах по доставке гуманитарных грузов пострадавшим при землетрясении в Чили 2010 года. На борту находились такие известные люди, как телеведущий Национального телевидения Фелипе Камироага, журналист Роберто Брюс, бизнесмен-филантроп Фелипе Кубиллос.